# 산두고
산두고(Sandugo)는 1565년 3월 16일, 필리핀 보홀섬에서 스페인 정복자 미겔 로페스 데 레가스피와 보홀의 다투 시카투나(다투는 ‘최고 지도자’라는 의미)사이에 맺어진 ‘피의 협약’이다. 이것은 종종 우정을 맺기 위해 행해지는 전통의 일부였다. 이것은 스페인과 필리핀 사이의 최초의 우호 조약으로 간주되고 있다. 산두고(Sandugo)는 비사야어 어휘로 ‘하나의 피’를 의미하는 말이다.
산두고는 보홀 지방의 정부 공식 인장과 지방 기에 모두 그려져 있다. 이것은 또한 피의 협약의 그림을 나타낸 것이다. 인장의 상단부에는 보홀에서 일어난 산두고 이후의 역사에 대해 설명하고 있다.  함대와 스페인인들이 닻을 내렸던 곳과 조약이 맺어진 곳이 1565년 3월 16일이라는 날짜과 함께 설명되어 있다.

## 역사
1521년, 포르투갈인 탐험가 페르디난드 마젤란은 유럽에서 아시아로 배를 타고 서진을 하여 도달한 최초의 인물이 되었다. 그러나 그가 필리핀의 섬에서 마주친 항해의 끝은 그의 죽음이 되고 말았다. 스페인은 향신료 무역에서 포르투갈과 경쟁을 하여 주도권을 확보하기 위해 동인도의 식민지를 개척하기 위해 탐사대를 보냈다. 그러나, 이 모든 탐사는 실패로 돌아갔다. 다섯 척의 함대와 5백명의 사병을 거느리고, 멕시코에서 출발한 미겔 로페스 데 레가스피가 1565년에 필리핀에 도착하여 스페인 정착지를 세웠다. 미겔 로페스 데 레가스피는 외세를 배척하는 적대적인 무슬림 부족과 충돌을 했다. 세부에 상륙하려는 그의 시도는 그에게 다른 섬과 여러 종족들과 무역을 모색해보라고 재촉하던 부하 한 명의 죽음을 가져왔다.

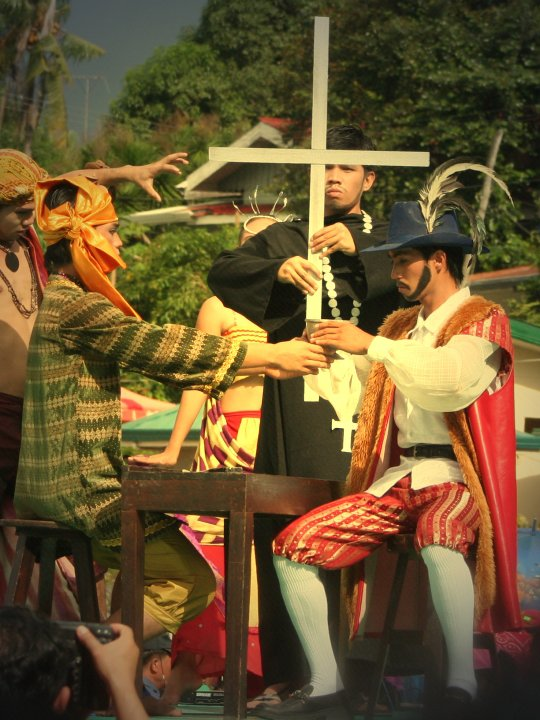
산두고 재현

민다나오섬을 향해 남쪽으로 항해를 하다가, 미겔 로페스 데 레가스피의 함대는 그들을 북쪽의 보홀섬으로 항해를 해버리도록 만든 강풍을 만났다. 그곳에서, 그는 보르네오섬에서 온 한 척의 배를 나포했는데, 그 배의 말레이 선원이 보르네오와 인도네시아 부족들이 거래를 하며 그 지역에 거주하고 있다는 사실을 알려주었다. 보홀섬에 도착하여, 로페스 데 레가스피는 부족민들의 적의를 알 수 있었다. 말레이 하인이 그러한 분노는 말루쿠 제도에서 온 포르투갈 탐사대 때문이라고 설명했다. 1563년, 포르투갈 함대가 비사야 해에 도착을 하여 약 1,000명의 주민을 노예로 삼았다. 로페스 데 레가스피는 말레이족 선원의 도움을 받아 보홀에 있는 부족들에게 그들은 포르투갈인이 아니며, 섬에 교역을 위해 왔다고 설명을 했다. 이것을 알자마자, 추장들과 부족들은 우호적이 되었고, 스페인 사람들을 환영했다.

## 의식

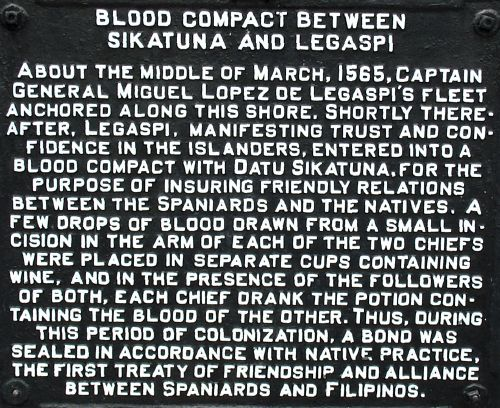
피의 협약이 새겨진 판, 블러드 컴팩드 사당, 보홀 구, 타그빌라란

산두고는 1565년 미겔 로페스 데 레가스피의 보홀 도착으로 시작되었으며, 다투 시카투나와 스페인 왕 사이에 동맹 체결로 확립되었다. 그들은 왼팔을 단검으로 긋고, 그들의 피를 와인이 담긴 잔에 부었으며, 그들의 우호를 위해 둘 다 마셨다. 타그빌라란 시의 기념비에 새겨진 글은 그때의 사건을 설명하고 있다.
협약은 부족 전통의 일부로 시행되었다. 펠리페 2세에게 제출한 보고서에 레가스피는 다음과 같이 썼다.

## 전통
피의 협약을 행함으로써, 두 종족 간 우호의 연대가 유지된다. 이 의식은 두 원주민 부족과 스페인 제국 간의 최초의 우호조약이었다. 이 의식을 기념해서, 전 필리핀의 대통령 엘피디도 키리노는 정치인들에게 수여되는 〈시카투나의 훈장〉(Order of Sikatuna)을 만들었다. 필리핀 화가인 후안 루나는 이 사건을 1883년 《피의 협약》(The Blood Compact, 스페인어: El Pacto de Sangre)이라는 제목으로 그렸다. 엘 팩토 데 상그레(El Pacto de Sangre)는 1885년 파리에서 그리고 1904년 세인트루이스의 루이지애나 매입 박람회에서 1등상을 수상했다. 그 기간동안, 부족들이 산두고를 평화 행진의 일부로 행한 것을 중요한 일 중 하나였다. 기념비가 필리핀 역사 위원회와 국립 역사 연구소에 의해 타그빌라란에 세워졌다.

## 같이 보기
- 필리핀의 역사

## 참고 서적
- Agoncillo, Teodoro A. History of the Filipino People. GAROTECH Publishing, 1990 (8th Edition).
- Arcila, José S. Rizal and the Emergence of the Philippine Nation. 2001 revised edition.
- Constantino, Renato. The Philippines: A Past Revisited. Tala Publishing Series, 1975.
- Corpuz, Onofre D. The Roots of the Filipino Nation. 1989.
- Scott, William Henry. Barangay: Sixteenth-Century Philippine Culture and Society. AdMU: 1994.
- Zaide, Gregorio F. Great Filipinos in History: An Epic of Filipino Greatness in War and Peace. Verde Bookstore, 1970.
- Zaide, Gregorio. Dagohoy: Champion of Philippine Freedom. 마닐라 Enriquez, Alduan and Co., 1941.